# Krigen i Georgien 2008
Krigen i Georgien 2008 var en krig mellem Georgien på den ene side og Rusland og de russisk-støttede selverklærede republikker Sydossetien og Abkhasien på den anden side. Krigen fandt sted i august 2008 efter en periode med forværrede forhold mellem Rusland og Georgien, begge tidligere republikker i Sovjetunionen. Kampene fandt sted i den strategisk vigtige Sydkaukasus-region. Det betragtes som den første europæiske krig i det 21. århundrede.
Som følge af Georgiens deklaration om uafhængighed samt Sovjetunionens sammenbrud, udbrød der i starten af 1990'erne krig mellem Georgien og de to udbryderregioner, Sydossetien og Abkhasien. Disse krige ledte til to russisk-mæglet våbenhvileaftaler i 1992 og 1993, som de facto efterlod store dele af de to regioner som værende uafhængige og selvstyrende enheder fra resten af Georgien. De to udbryderregioner havde erklæret deres uafhængighed, men ingen lande havde på daværende tidspunkt anerkendt denne uafhængighed – heller ikke Rusland. Våbenhvileaftalerne havde ydermere etableret en fælles fredsbevarende styrker – bestående af en blanding af både georgiske, ossetiske, abkhasiske og russiske tropper – der skulle opretholde freden i regionerne.
Den efterfølgende periode frem til 2004 var karakteriseret af relativ stilstand i konflikten. I 2004 kom Mikhail Saakasjvili til magten i Georgien efter den såkaldte Rosenrevolutionen. Saakasjvili havde lovet at "genforene" landet og genoprette Georgiens territoriale integritet.
Optakten og årsagerne til krigen i august 2008 er omstridt: parterne giver hinanden skylden for krigens udbrød. En EU-støttet rapport giver Georgien skylden for krigens udbrød, men er samtid kritisk overfor Ruslands reaktion og ageren.
Et militært angreb, den 7. august 2008, udført af Georgien ind i dets Sydossetien startede formelt krigen. Russiske væbnede styrker svarede igen med et modangreb ind i Sydossetien, og fortsatte også ind i provinser i Georgien udenfor Sydossetien.
En foreløbig våbenhvile kom i stand ved formanden for den Europæiske Union, den franske præsident Nicolas Sarkozys mellemkomst, den 12. august, som blev underskrevet af Georgien og Rusland den 15. august 2008.

## Baggrund

### Historie
Historien – herunder de forskellige relationen og indbyrdes tilhørsforhold – mellem de to regioner (Sydossetien og Abkhasien), Rusland og Georgia går mange hundrede år tilbage. Således eksisterede eksempelvis Kongeriget Abkhasien fra slutningen af 700-tallet og frem til dette blev forenet i Kongeriget Georgien omkring år 1000. Kongeriget Georgien eksisterede frem til slutningen af 1400-tallet og omfattede, på sit højeste, ikke alene nutidens georgiske landområder, men ligeledes landområder der i dag tilhører bl.a. Rusland, Tyrkiet, Armenien, Azerbaijan og Iran. Kongeriget Georgien blev efterfølgende afløst af en række andre mindre kongerier og fyrstedømmer.
I løbet af det 19. århundrede lykkes det gradvist Det Russiske Kejserrige at erobre og annektere nutidens georgiske landområder, heriblandt Sydossetien og Abkhasien. I kølvandet på den russiske revolution erklærede Georgien imidlertid sin uafhængighed den 26. maj 1918. Samtidig (i 1918) opstod der konflikt mellem osseterene og de nyetablerede georgiske myndigheder, idet osseterne var stærkt inspireret af bolsjevikkerne og derfor krævede ejerskab over den jord, hvor de arbejde. Disse spændingen afstedkom efterfølgende en etnisk konflikt. Til trods for at opstande i 1919 og 1920 i hemmelighed blev støttet af bolsjevikkerne i Sovjetrusland, lykkes det ikke osseterne at besejre de georgiske tropper.
Abkhasien blev indledningsvis kontrolleret af en gruppe bolsjevikker, inden den nyetablerede georgiske stat annekterede Abkhasien og betragtede regionen som en integreret del af sit territorium. Georgien etablerede dog aldrig fuldstændig kontrol over regionen, men efterlod i stedet Abkhasien til at regere sig selv.
Georgien blev invaderet af den Røde Hær i 1921 og en sovjetisk regering blev derefter indsat. Den nyindsatte regering i den georgiske SSR oprettede efterfølgende en autonom administrativ enhed for transkaukasiske ossetere i april 1922, kaldet Den Sydossetiske Autonome Oblast. Eftersom denne region ikke tidligere havde været en separat enhed, er der flere historikere der mener, at bolsjevikkerne tildelte osseterne denne autonomi i bytte for deres hjælp mod Georgien under revolutionen.
Abkhasien blev gjort til en socialistisk sovjetrepublik (SSR Abkhasien) med den tvetydige status som en traktatrepublik tilknyttet den georgiske SSR. I 1931 gjorde Joseph Stalin det til en autonom republik (Abkhaz ASSR) inden for den georgiske SSR. På trods af dets nominelle autonomi var det underlagt stærkt direkte styre fra de centrale sovjetiske myndigheder. Under Stalins og Berija styre blev abkhasiske skoler lukket, og abkhasiske børn blev tvunget til at studere det georgiske sprog.

### Post-Sovjet
Nationalismen på tværs af den georgiske SSR tog fart i takt med svækkelsen af Sovjetunionen i løbet af 1980'erne. Den 9. april 1989 blev der arrangeret en anti-sovjetisk demonstration i Georgiens hovedstad, Tbilisi, som havde til formål at løsrive Georgien fra Sovjetunionen og derpå skabe et uafhængigt Georgien. Demonstrationen blev brutalt knust af den sovjetiske hær, hvilket resulterede i 21 dødsfald, hvorfor begivenheden efterfølgende også bl.a. er kendt under navnet Massakren i Tbilisi. Hændelsen afstedkom, at regeringen i den georgiske SSR trådte tilbage.

#### Sydossetien
Samtidig med den øgede nationalisme tog fart blandt de etiske georgier, i slutningen af 1980'erne, blev den ossetiske nationalistiske organisation, Adamon Nikhas (Folkets stemme) stiftet. Den 10. november 1989 anmodede styret i Sydossetien om at få opgraderet deres status fra en autonom oblast til en autonom republik (ASSR) af styret i den georgiske SSR. Denne ansøgning blev imidlertid afvist den 16. november, og georgierne belejrede Tskhinvali (hovedstaden i Sydossetien) den 23. november 1989.
Sydossetien erklærede sin suverænitet den 20. september 1990. I oktober 1990 blev det georgiske parlamentsvalg boykottet af Sydossetien, som afholdt valg til sit eget parlament i december samme år. Den 11. december vedtog det georgiske parlament et lovforslag, der reelt afskaffede Sydossetiens autonome status. I januar 1991 blussede den georgisk-sydossetiske-konflikt op, hvilket afstedkom betydelig militær og civile tab på begge sider. Efterfølgende blokerede georgiske tropper den sydossetiske hovedstad, Tskhinvali, i flere måneder. Georgiens uafhængighedsafstemning d. 31. marts 1991 blev ligeledes i stor stil boykottet af Sydossetien. I april 1991 udstationerede det sovjetiske indenrigsministerium 500 soldater i Sydossetien, hvormed Moskva – som ellers tidligere havde tøvet og ageret ubeslutsomt i konflikten – åbenlyst parti med Sydossetien. Disse sovjetisk tropper blev dog tilbagetrukket senere på året, idet Sovjetunionen formelt blev opløst. Dog havde de sovjetiske tropperne efterladt store mængder våben af høj kaliber, hvilket yderligere var med til at antænde konflikten. Hårde kampe brød i foråret 1992 ud mellem Georgien og Sydossetien (støttet af bl.a. frivillige fra Nordossetien), som afstedkom flygtningestrømme på begge sider.
Krigen endte med en russisk-mæglet våbenhvileaftale, underskrevet den 24. juni 1992 (den såkaldte Sochi-aftale). Aftalen etablerede to zoner af kontrol, hvor Sydossetien de facto etablerede kontrol over størstedelen af de landområder, som tidligere havde været del af den Sydossetiske Autonome Oblast. Samtidig blev det aftalt, at man skulle etablere The Joined Peacekeeping Force (JPKF). JPKF blev sat under russisk kommando og var sammensat af fredsbevarende styrker fra Georgien, Rusland og Nordossetien. Yderligere fik Organisationen for Sikkerhed og Samarbejde i Europa (OSCE) til opgave at overvåge våbenhvilen og lette forhandlingerne.

#### Abkhasien
I løbet af hele sovjettiden havde abkhasierne forsøgt at genoprette deres status som en uafhængige sovjetisk republik (en SSR). Demonstrationer til støtte for dette fandt allerede sted i 1931 umiddelbart efter, at Stalin havde nedgraderet Abkhasien status fra et SSR til et ASSR. Sådanne protester fandt igen sted i både 1957, 1967, 1978 og 1989. I 1978 underskrev 130 repræsentanter for den abkhasiske intelligentia et brev til den sovjetiske ledelse i Moskva, hvor de protesterede mod, hvad de anså som georgisering af Abkhasien.
I marts 1989 krævede abkhasiske nationalister i den såkaldte Lykhny-erklæring på ny, at der blev dannet et uafhængig SSR Abkhasien. Lykhny-erklæringen var underskrevet af rektoren for Sukhumi Universitet, hvilket fik etniske georgiske studerende på universitetet til at demonstrere. Etniske abkhasiere angreb dog de georgiske demonstranter, hvilket bidrog til foragt blandt den georgiske anti-sovjetiske bevægelse i Tbilisi. De første væbnede sammenstød mellem repræsentanterne for den abkhasiske og georgiske befolkning fandt sted den 16.-17. juli 1989 i Sukhumi. Denne konflikt blev udløst af den georgiske regerings beslutning om at omdanne den dele af Sukhumi Universitet til en afdeling af Tbilisi Universitet. Abkhasiere anså dette som en måde at udvide den georgiske dominans.
De efterfølgende år var karakteriseret af, at ingen af siderne ønskede at eskalere konflikten til en militærkonflikt, men i stedet forsøgte at adressere spørgsmålet gennem dialog og jura. Spændingerne om selvstyret nærmede sig dog et kritisk stadium i juni 1992, da abkhasiske militante angreb regeringsbygningerne i Sukhumi. Den 23. juli 1992 proklamerede den abkhasiske separatistregering regionens uafhængighed. Den 14. august 1992 blev georgiske politi- og nationalgardenheder sendt ind for at genoprette kontrol over Abkhasien. Kampene brød ud samme dag. Den 18. august 1992 flygtede separatistregeringen fra Sukhumi til Gudauta. De georgiske regeringsstyrker erobrede efterfølgende store dele af Abkhasien. Betydelig etnisk udrensning og grusomheder fandt sted på begge sider, hvor etniske abkhasiere blev fordrevet fra georgisk-kontrolleret territorium og omvendt. Mange plyndring, andre ulovligligheder, gidseltagninger samt andre krænkelser af humanitær og menneskerettigheder blev begået af begge sider i hele Abkhasien.
En våbenhvileaftale blev d. 3. september 1992 indgået mellem parterne i Moskva. I henhold til aftalen var georgiske styrker forpligtet til at trække sig tilbage fra Gagra-distriktet. Våbenhvileaftalen blev dog kort tid efter overtrådt af den abkhasiske side. Tusindvis af frivillige paramilitære – hovedsageligt tjetjenere og kosakker – samt det abkhasiske militær, udstyret med T-72 kampvogne, raketkastere, Sukhoi Su-25 kampfly og helikoptere angreb den georgiske side. Georgien beskyldte russerne for at have udrustet den abkhasiske side, da disse våben ikke tidligere havde været anvendt.
I december 1992 påbegyndte de abkhasiske tropper beskydningen af den georgisk-kontrollerede Sukhumi. De abkhasiske tropper lancerede ligeledes en offensiv mod flere andre geogisk-kontrollerede landsbyer langs Gumista-floden. Efter mange kampe lykkes det endelig de abkhasiske styrker at indtage Sukhumi 27. september 1993.
Selvom Rusland officielt hævdede neutralitet under krigen i Abkhasien, var russiske militærembedsmænd og politikere involveret i konflikten på flere måder. Ruslands var ligeledes den primære kilde til våben for begge sider, både den abkhasiske og georgiske side. Georgien hævdede, at den russiske hær og efterretningstjeneste bidrog afgørende til det georgiske nederlag i den abkhasiske krig og betragtede denne konflikt som et forsøg fra Rusland på at genoprette sin indflydelse i det post-sovjetiske område.
Krigen endte med, at Georgien reelt mistede kontrollen over Abkhasien, og sidstnævnte derfor etablerede sig som et de facto uafhængigt territorium – til trods for at territoriet forsat er internationalt anerkendt som georgisk. Lokale militærkampe i Abkhasien udbrød på ny i både 1998 og 2001.

## Reaktioner

### Internationale reaktioner
- Danmark – Den 9. august 2008 fordømte Danmarks statsminister Anders Fogh Rasmussen den russiske invasion af Sydossetien. "Vi må insistere på, at Georgiens suverænitet respekteres. Der findes ingen militære løsninger. Der er kun en løsning: Det er politiske forhandlinger".[38]
- USA – Den amerikanske udenrigsminister Condoleezza Rice har bedt Rusland standse angrebene på Georgien og respektere landets regionale integritet. USA's præsident George W. Bush fordømte Ruslands angreb d. 9. august, hvor han samtidig bad Rusland respektere Georgiens grænser. Den 10. august advarede han Rusland – landet risikerer at skade forholdet til USA, hvis det fortsætter angrebet på Georgien, sagde han.

## Eksterne links
- Timeline: Georgia-Ossetia armed conflict (Russia Today) (engelsk)
- Comparison of force strength Arkiveret 12. august 2008 hos  Wayback Machine (Reuters) (engelsk)

41°59′22″N 44°25′04″Ø / 41.98944°N 44.41778°Ø